# بحيرة جورج (فلوريدا)
بحيرة جورج أو بحيرة ويلاكا (بالإنجليزية: Lake George or Lake Welaka)‏ هي بحيرة ضحلة واسعة وقليلة الملوحة في نهر سانت جونز في ولاية فلوريدا الأمريكية.

## الجغرافية
يتدفق نهر سانت جونز من البحيرة في الطرف الشمالي في روكي بوينت. إلى الشرق من هذا هو سولت كوف، مع تدفق من سولت كريك. إلى الجنوب مباشرة من سولت كوف توجد ليسك بوينت، سميت بذلك إلى الدكتور ليسك الذي بنى منزل قرب النقطة. تأتي السفن البخارية نازلة من جاكسونفيل عكس اتجاه عقارب الساعة حول البحيرة مع توقفها الأول في ليسك بوينت.
بحيرة جورج هي ثاني أكبر بحيرة في ولاية فلوريدا، بعد بحيرة أكيشب. كانت بحيرة جورج ثالث أكبر بحيرة بعد بحيرة أبوبكا، ولكن تحويل المنطقة الساحلية على الجانب الشمالي من بحيرة أبوبكا إلى حقول زراعية في المنطقة خلال القرن الماضي خفض سطحها.

## التاريخ
أخذ اسم مسمى ويلاكا من ويلاكا (بمعنى سلسلة البحيرات) لنهر سانت جونز في لغة تيمكوا وهي قبيلة هندية أمريكية، والذين سكنوا المنطقة قبل الاستيطان الأوروبي. أول أوروبي زار البحيرة كان بيدرو مينينديز دي أفيلس والذي كان حاكماً لولاية فلوريدا الأسبانية ذلك الوقت، تم اكتشاف نهر سانت جونز في الربيع من 1596 .
في وقت لاحق، تم بيع أراضي ولاية فلوريدا لبريطانيا.قام عالم النبات الملكي في أمريكا جون بارترام خلال فترت حكم الملك جورج الثالث، برحلة استكشاف لنهر سانت جونز في عام 1765. كان جون بارترام الذي أعطى البحيرة اسم بحيرة جورج، تكريما للملك.

في السنوات الأخيرة، كانت بحيرة جورج موطنا للتفجيرات العسكرية الأمريكية التشغيلية ومجموعة التعدين الجوي. وتتبع مجموعة البحرية الأمريكية نطاق قصف باين كاستل تقع في غابات اوكالا الوطنية إلى الغرب من بحيرة جورج.
تعود مجموعة التفجيرات إلى الحرب العالمية الثاني، عندما بنت البحرية الأمريكية اهداف للقنابل في بحيرة جورج هلة شكل هلال قريبا من البحيرة، وجعلت افرادا متمركزين في المنطقة للحفاظ على الأهداف وتنفيذ عمليات البحث ولإنقاذ الطيارين الذين تم اسقاط طائراتهم. أصبحت مجموعة التفجيرات اليوم تحت السيطرة العملياتية قاعدة جاكسونفيل البحرية الجوية القريبة من المنطقة. تستضيف البحيرة أيضا تشكيلة واسعة من الحياة البرية بدءا من الطيور المائية المهاجرة والتماسيح عادة لعدد من الحيوانات البحرية. الينابيع المحلية في بحيرة جورج (وجميع أنحاء نهر سانت جونز)نقل ما يكفي من الملح إلى النظام لجعل بيئة مناسبة للمقيمين والأنواع البحرية المهاجرة مثل اللادغة الأطلسية، والأنواع المختلفة من سمك البوري، ستريبد باس وسرطان البحر الأزرق. هناك ما يكفي من السلطعون الأزرق وكميات كبيرة لدعم مصايد الأسماك المحلية، مما يجعلها الوحيدة من مصائد الماء لأسماك السلطعون الأزرق العذبة في العالم.